# ویتامینا سانچز
ویتامینا سانچز (انگلیسی: Vitamina Sánchez؛ زادهٔ ۳ ژانویهٔ ۱۹۷۳) بازیکن فوتبال اهل آرژانتین است.
از باشگاه‌هایی که در آن بازی کرده‌است می‌توان به باشگاه فوتبال روساریو سنترال، باشگاه فوتبال دپورتیوو آلاوس، باشگاه فوتبال فاینورد، و باشگاه فوتبال جیمناسیا لاپلاتا اشاره کرد.